# (400901) 2010 RM155
(400901) 2010 RM155 es un asteroide perteneciente al cinturón de asteroides, descubierto el 22 de febrero de 2007 por el equipo del Spacewatch desde el Observatorio Nacional de Kitt Peak, Arizona, Estados Unidos.

## Designación y nombre
Designado provisionalmente como 2010 RM155.

## Características orbitales
2010 RM155 está situado a una distancia media del Sol de 3,133 ua, pudiendo alejarse hasta 3,495 ua y acercarse hasta 2,770 ua. Su excentricidad es 0,115 y la inclinación orbital 10,69 grados. Emplea 2025,60 días en completar una órbita alrededor del Sol.

## Características físicas
La magnitud absoluta de 2010 RM155 es 16,3.